# Język tigre
Język tigre – język semicki z północnej gałęzi języków etiopskich, około 800 tys. mówiących, używany w Erytrei, częściowo także w północno-wschodnim Sudanie.
Język tigre występuje w trzech głównych odmianach:
- dialekt plemienia Mansa’ jako jedyny posiada większy korpus tekstów pisanych, na który składa się przekład Biblii dokonany przez misjonarzy szwedzkich
- dialekt nomadycznego plemienia Beni Amer żyjącego na pograniczu erytrejsko-sudańskim, którego użytkownicy używają równolegle z językiem bedża
- wersja z licznymi arabizmami używana na wybrzeżu Morza Czerwonego jako lingua franca.

Większość jego użytkowników to muzułmanie.

## Cechy językowe
Tigre zawiera pewną liczbę archaizmów odróżniających go od większości języków etiopskich. Jako jedyny język etiopski zachował iloczas samogłosek występujący w języku gyyz, np. man „kto?” vs. mān „prawa ręka”. Nie występują w nim typowe dla języków etiopskich spółgłoski labiowelarne, przejęte zapewne z języków kuszyckich. Imiesłowy tworzy się za pomocą wzoru samogłoskowego *-ā-i-, który występuje tylko sporadycznie w języku gyyz, za to jest regularny np. w języku hebrajskim biblijnym.